# Linköpings OK
Linköpings OK är en orienteringsklubb i Linköping. Klubben innehåller motionärer såväl som elitlöpare.
LOK-gården är klubblokal och ligger i stadsdelen Vidingsjö.